# Liste der Monuments historiques in Amponville
Die Liste der Monuments historiques in Amponville führt die Monuments historiques in der französischen Gemeinde Amponville auf.

## Liste der Bauwerke
| Bezeichnung                       | Beschreibung | Standort | Kennzeichnung | Schutzstatus | Datum | Bild           |
| --------------------------------- | ------------ | -------- | ------------- | ------------ | ----- | -------------- |
| Kirche Notre-Dame-de-l’Assomption |              | (Lage)   | PA00086794    | Inscrit      | 1926  | weitere Bilder |

## Liste der Objekte

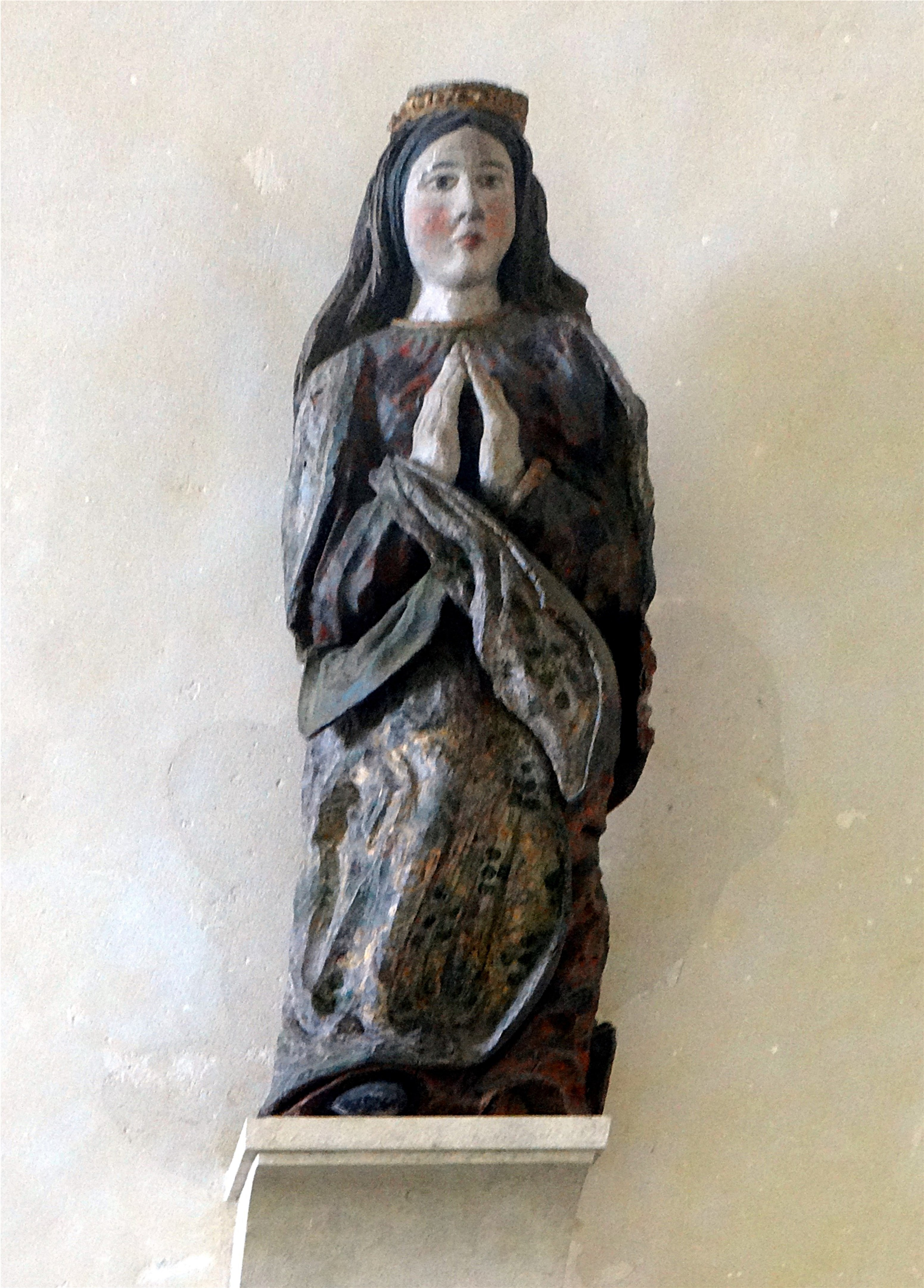
Jungfrau Maria (um 1600) in der Kirche Notre-Dame-de-l’Assomption

- Monuments historiques (Objekte) in Amponville in der Base Palissy des französischen Kultusministeriums